# 1-ша пролетарська бригада
1-ша пролетарська ударна бригада (сербохорв. 1. proleterska udarna brigada), пізніше 1-ша пролетарська дивізія — перше формування розміру бригади, створене югославськими партизанами під час Другої світової війни. Підрозділ був одним з елітних формувань Народно-визвольної армії Югославії.
Бригаду створили Йосип Броз Тіто і Центральний комітет Комуністичної партії Югославії 22 грудня 1941 року в селі Рудо в Боснії та Герцеговині. Спочатку вона складалася з 1200 найкращих сербських і чорногорських партизанів під командуванням ветерана громадянської війни в Іспанії Кочі Поповича, та з березня 1942 року почала набувати більш багатонаціонального характеру, коли в підрозділ влилися 15 босняків із Сараєва. Формування бригади стало для партизанів суттєвим здобутком, оскільки це дало партизанському верховному командуванню політично надійну й мобільну бойову одиницю, не прив'язану до певної географічної території. Це нововведення давало змогу партизанам легше зосередити військову силу в певній точці, щоб ухвалити рішення, і дозволяло відступити в разі зіткнення з численнішими силами противника. Бригада провела свій перший бій наступного ж дня після створення, коли, вирушивши з Рудо, зіткнулася з італійськими військами та четниками. День першого бою бригади 22 грудня 1941 року в Соціалістичній Федеративній Республіці Югославії святкували як день Югославської Народної Армії.
Під час операції «Південно-Східна Хорватія» бригада в мороз перетнула гору Ігман. Після операції «Тріо» брала участь у «довгому партизанському марші» від Зеленгори у східній Боснії на захід. Відведення бригади зі східної Боснії до Фочі спричинило низку проблем, зокрема взаємні звинувачення між Тіто та Светозаром Вукмановичем.
Від свого утворення до червня 1942 року це була самостійна бригада, після чого вона ввійшла до Ударної групи пролетарських бригад. З листопада 1942 року бригада стала 1-ю пролетарською дивізією. 1971 року в селі Рудо на вшанування цієї військової частини було відкрито Музей 1-ї пролетарської бригади.
На момент формування бригада налічувала 1186 вояків, сержантів і офіцерів, 71 із яких були жінками. Вона провела багато боїв проти італійців, німців, та їхніх пособників четників, а також військ маріонеткового утворення Осі Незалежної Держави Хорватія. Формування брало участь у відбитті шести з семи ворожих наступів, описаних в югославській історіографії. У більшості своїх воєнних дій бригада робила ставку на маневреність та ініціативу. Частими маршами вона подолала близько 20 000 км. Зміна тактики відбулася після Белградського наступу, коли вона перейшла на лобові атаки на Сремському фронті. 
Її бойові якості цінували вороги. Командир V гірського корпусу СС Артур Флепс у своєму військовому журналі в 1944 році оцінював її як серйозного супротивника, дуже добре керованого та добре навченого, який бореться як регулярні війська.
За 41 місяць бойових дій у підрозділі воювало 13 443 чоловіків і 651 жінка, з них 4 818 загинуло в боях. Бригада дала країні понад 3000 керівників і 83 народних героїв. Її нагороджено орденами Національного визволення, Партизанської зірки, Братерства і єдності та За заслуги перед народом, а з нагоди 15-ї річниці битви на Сутєсці в червні 1958 року її відзначили орденом Народного героя.